# Durban d'Arisa
Durban d'Arisa (francès Durban-sur-Arize) és un municipi francès del departament de l'Arieja i la regió d'Occitània.